# تي إتش كيو
تي إتش كيو (بالإنجليزية: THQ Inc.)‏، اختصارًا لـ Toy Headquarters، كانت شركة أمريكية مطورة وناشرة لألعاب فيديو تأسست عام 1989. أنتجت العديد من الألعاب الإلكترونية وأهمها سلسلة ألعاب WWE للمصارعة الحرة العالمية وغيرها، وكان مقرها في ولاية كاليفورنيا. أعلنت الشركة إفلاسها في يناير 2013، وباعت جميع أصولها.

## تاريخ
عقد التسعينيات: البدايات
تأسست الشركة من قبل جاك فريدمان (مؤسس إل جاي إن) وآخرين في أبريل 1990. في سبتمبر من نفس العام، استحوذت تي إتش كيو على شركة نيوز فينشرز (جزء من مجموعة برودربوند). في عام 1991، وافقت الشركة على الاندماج مع شركة ترينيتي آكوزيشن (شركة على ورق مؤسسة خصيصًا لعمليات الدمج والاستحواذ). تم الاحتفاظ باسم تي إتش كيو للشركة الجديدة وتم تعيين فريدمان كرئيس لها. ثم استحوذت تي إتش كيو على شركة ألعاب الفيديو Black Pearl Software of Chicago في عام 1993.

### 2009-2000
بين سنة 2000 و2009، أنتجت الشركة العديد من الألعاب الناجحة مثل سلسلة ألعاب WWE للمصارعة الحرة وسلسلة ساينتس رو وسلسلة داركسايدرز وغيرها، كما استحوذت الشركة على عدة استوديوهات تطوير مثل فيجيل جيمز ورينبو ستوديوز وفوليشن.

### 2012-2010
بين سنة 2010 و2012، واجهت تي إتش كيو عدة تحديات مالية وإبداعية. فشلت الشركة في تحقيق الأرباح المتوقعة من بعض ألعابها مثل هومفرونت وريد فاكشن: آرماجيدون وأو إم إف جي: ريكونينج كما تسببت بعض القرارات الإستراتيجية مثل التركيز على ألعاب الأطفال والأجهزة المحمولة في خسارة جزء من جمهور الشركة بالإضافة إلى ذلك، تأثرت الشركة بالمنافسة الشديدة في سوق ألعاب الفيديو وارتفاع تكاليف التطوير والتسويق.
في محاولة لإنقاذ الشركة، قامت تي إتش كيو بإجراء عدة تغييرات في إدارتها وهيكلتها. عينت جايسون روبين (المؤسس المشارك لشركة نوتي دوغ) كرئيس جديد للشركة في مايو 2012. كما قامت الشركة بإغلاق أو بيع بعض استوديوهاتها وألغت بعض مشاريعها غير المنجزة. ومع ذلك، لم تكن هذه الخطوات كافية لإنقاذ الشركة من الإفلاس، حيث أعلنت تي إتش كيو عن طلب حماية من الدائنين في ديسمبر 2012.

### 2012-2013: الإفلاس والتصفية
بعد سنوات من الصعوبات المالية وانخفاض قيمة سهم الشركة وتزايد الديون، أعلنت تي إتش كيو إفلاسها وفق قانون الإفلاس الأمريكي (الفصل 11) في ديسمبر 2012 وبدأت في تصفية أصولها في الشهر اللاحق. بيعت بعض ممتلكات الشركة في مزادات، ثم تم تسريح بقية العاملين. وبعد ذلك، تم شراء العلامة التجارية تي إتش كيو من قبل شركة ألعاب الفيديو نوردك غيمز (والتي كانت قد اشترت سابقًا بعض ممتلكات الشركة في المزاد) في سنة 2014، وشكلت العلامة التجارية الجديدة تي إتش كيو نوردك في 2016.

## الألعاب
- كتيبة الأبطال
- داركسايدرز II
- الوالدان السحريان
- هومفرونت
- ذا بنيشر
- ساينتس رو 2
- ستالكير: :ظل تشيرنوبل
- وول-ي
- دبليو دبليو إي 13
- دبليو دبليو إي سماكداون ضد رو 2009
- سماك داون ضد راو 2010